# 王兴禹
王兴禹，广宁人，是一名清朝政治人物。
王兴禹曾于康熙十五年(1676年)接替张瑞午任邵武府知府一职，康熙十六年(1677年)由侯显爵接任。